# Арсхот (герцогство)
Арсхот (нидерл. Aarschot, фр. Aerschot, Ærschot, Arschot) — средневековое графство, затем сеньория, маркизат и герцогство во Фламандском Брабанте, с центром в городе Арсхот.

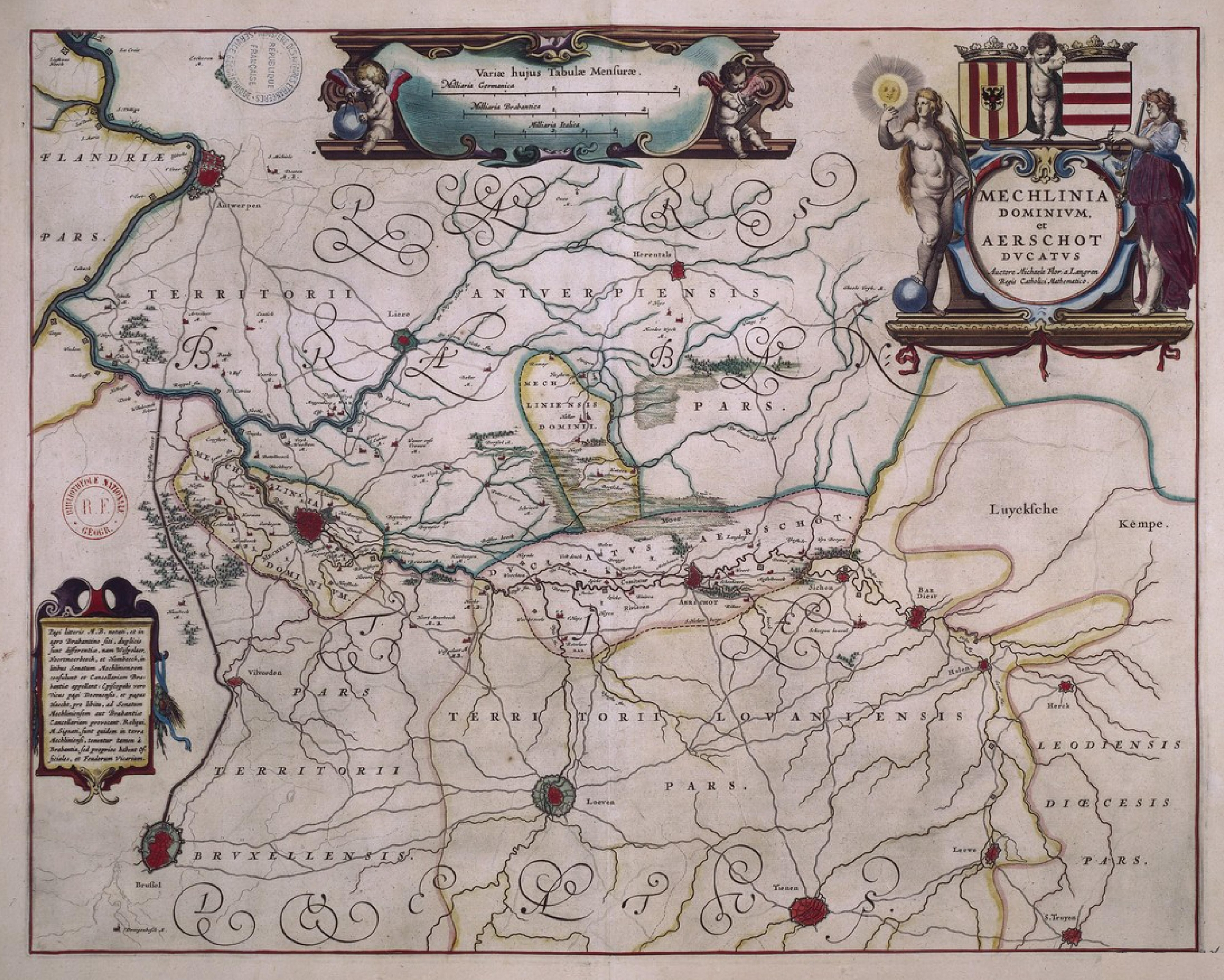
Михаэль ван Лангрен. Мехеленские домены и герцогство Арсхот. XVII век

## История
До XI века земля Арсхот входила в состав графства Эсбе (Хеспенгау), существовавшего со времен Каролингов. С конца XI — начала XII века упоминаются графы Арсхота, носившие в своем гербе в серебряном поле три черных лилии, что свидетельствует о высоком происхождении. Предки Арнульфа (Арнольда) I ван Арсхота неизвестны, при каких обстоятельствах он стал графом, также неизвестно, хотя это должно было произойти с санкции герцога Нижней Лотарингии, которому формально принадлежала область Лувена, в которой находится это владение.
Годфрид ван Арсхот в 1172 году продал графство герцогу Брабанта, чтобы собрать деньги для участия в крестовом походе.
В 1284 году герцог Жан I Брабантский передал сеньорию Арсхот своему брату Годфруа, после того как в предыдущем году были улажены споры о разграничении юрисдикции с наследником прежних графов Жаном де Ривьераном.
После гибели Годфруа и его сына в битве при Куртре Арсхот по разделу наследства достался его дочери Алисе Брабантской, вышедшей замуж за Жана III д’Аркура.
Граф Жан V д’Аркур по условиям раздела передал Арсхот младшему брату Луи, губернатору Нормандии, но тот умер бездетным, и сеньория вернулась во владение старшей линии дома.
Затем её владельцем был Филипп д’Аркур, брат графа Жана VI, продавший эту сеньорию в 1393 году своему племяннику Жану VII д’Аркуру. Вдова Филиппа, в качестве опекунши их детей, впоследствии инициировала процесс в Парижском парламенте, закончившийся в 1433 году признанием законности сделки.
В 1404 году Жан VII передал Арсхот в пожизненное владение своему брату Луи, архиепископу Руанскому (ум. 1422).
После смерти Жана VII Арсхот по разделу владений достался его старшей дочери Марии д’Аркур, вдове графа де Водемон Антуана Лотарингского. Дочь от этого брака Маргарита Лотарингская, жена Антуана I де Кроя, графа Порсеанского, принесла сеньорию в наследство своему сыну Филиппу I.
В ноябре 1518 император Карл V возвел баронию Арсхот, в соединении с баронией Хеверле и сеньориями Бьербек и Ротселар, в ранг маркизата для своего воспитателя Гийома де Кроя, сеньора де Шьевр.

1 апреля 1533 маркизат Арсхот был возведен в ранг герцогства для наследника Гийома Филиппа II де Кроя. Анна-Изабелла де Крой, сестра последнего герцога из этого рода, Шарля III, принесла герцогство в приданое мужу Шарлю д'Аренбергу, и с тех пор, и до настоящего времени титул герцогов Арсхота принадлежит дому Аренбергов. 

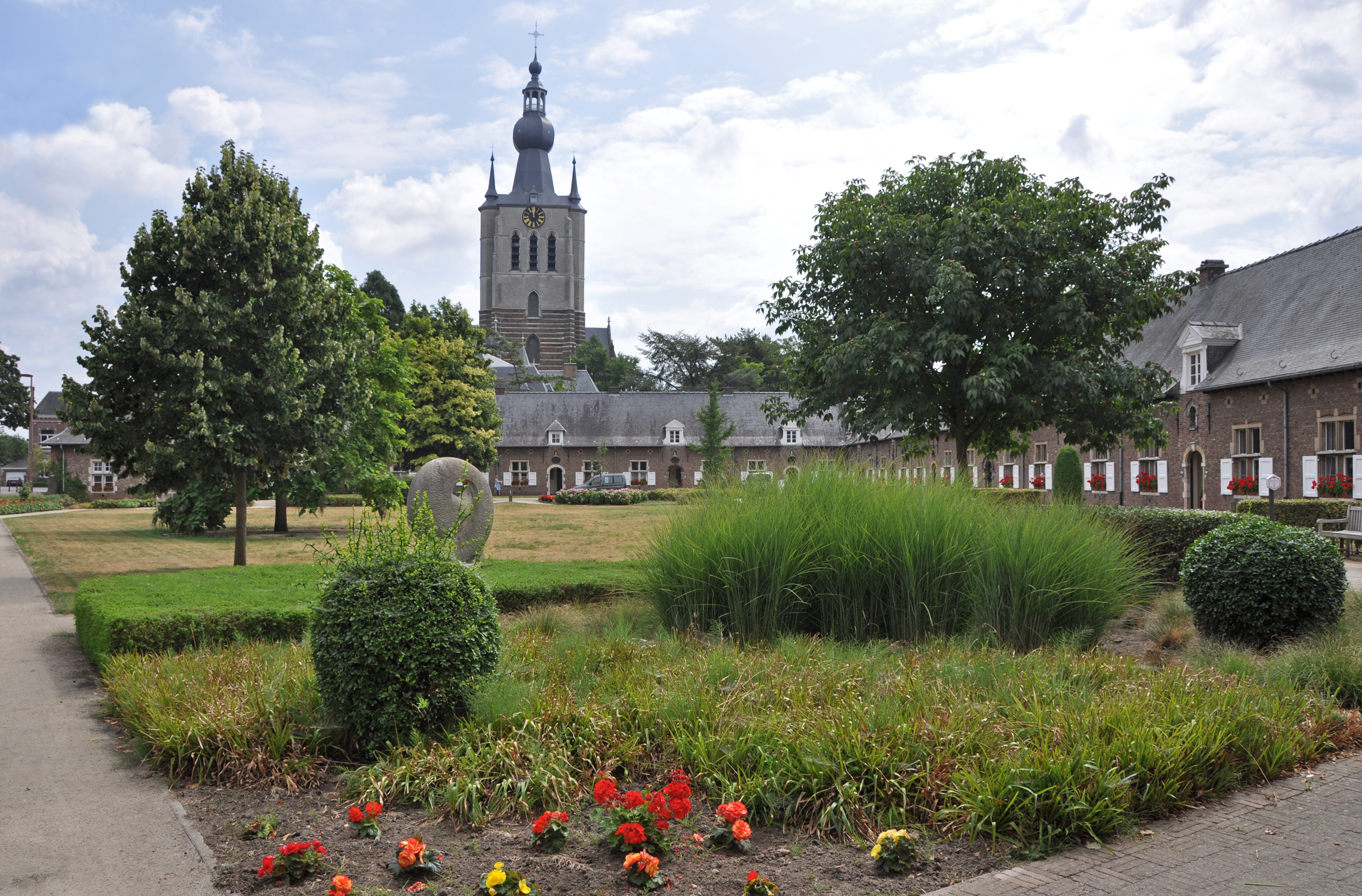
Бегинаж в Арсхоте

## Графы Арсхота
- Арнульф I (ум. после 1060)
- Арнульф II (ум. после 1115?)
- Арнульф III (ум. после 1136?)
- Арнульф IV (ум. после 1152)
- Годфрид (ум. после 1176)

## Сеньоры Арсхота

### Брабантский дом
- 1284—1302 — Годфруа Брабантский
- 1302—? — Алиса Брабантская

### Дом д’Аркур
- 1302—1329 — Жан III д’Аркур
- 1329—1346 — Жан IV д’Аркур
- 1346—1388 — Луи д’Аркур
- 1388—1393 — Филипп д’Аркур
- 1393—1404 — Жан VII д’Аркур
- 1404—1422 — Луи д’Аркур
- 1422—1452 — Жан VII д’Аркур
- 1452—1476 — Мария д’Аркур

### Дом Лоррен-Водемон
- 1476—1477 — Маргарита Лотарингская

### Дом де Крой
- 1476—1511 — Филипп I де Крой (ум. 1511)
- 1511—1514 — Анри де Крой (1456—1514)
- 1514—1518 — Гийом де Крой (1458—1521)

## Маркизы Арсхота
- 1518—1521 — Гийом де Крой
- 1521—1533 — Филипп II де Крой (1496—1549)

## Герцоги Арсхота

### Дом де Крой
- 1. 1533—1549 — Филипп II де Крой
- 2. 1549—1551 — Шарль II де Крой (1522—1551)
- 3. 1551—1595 — Филипп III де Крой (1526—1595)
- 4. 1595—1612 — Шарль III де Крой (1560—1612)
- 5. 1612—1635 — Анна де Крой (1564—1635)

### Дом Аренбергов
- 5. 1612—1616 — Шарль д'Аренберг (1550—1616)
- 6. 1635—1640 — Филипп-Шарль д'Аренберг (1587—1640)
- 7. 1640—1674 — Филипп-Франсуа д'Аренберг (1625—1674)
- 8. 1674—1681 — Шарль-Эжен д'Аренберг (1633—1681)
- 9. 1681—1691 — Филипп-Шарль-Франсуа д'Аренберг (1663—1691)
- 10. 1691—1754 — Леопольд-Филипп д'Аренберг (1690—1754)
- 11. 1754—1778 — Шарль-Мари-Раймон д'Аренберг (1721—1778)
- 12. 1778—1820 — Луи-Анжельбер д'Аренберг (1750—1820)
- 13. 1820—1861 — Проспер-Луи д'Аренберг (1785—1861)
- 14. 1861—1875 — Анжельбер-Огюст д'Аренберг (1824—1875)
- 15. 1875—1949 — Анжельбер-Мари д'Аренберг (1872—1949)
- 16. 1949—1974 — Анжельбер-Шарль д'Аренберг (1899—1974)
- 17. 1974—1992 — Эрик-Шарль д'Аренберг (1901—1992)
- 18. 1992—2011 — Жан-Анжельбер д'Аренберг (1921—2011)
- 19. с 2011— Леопольд-Анжельбер-Эврар д'Аренберг (р. 1956)